# Ryszard Rynkowski

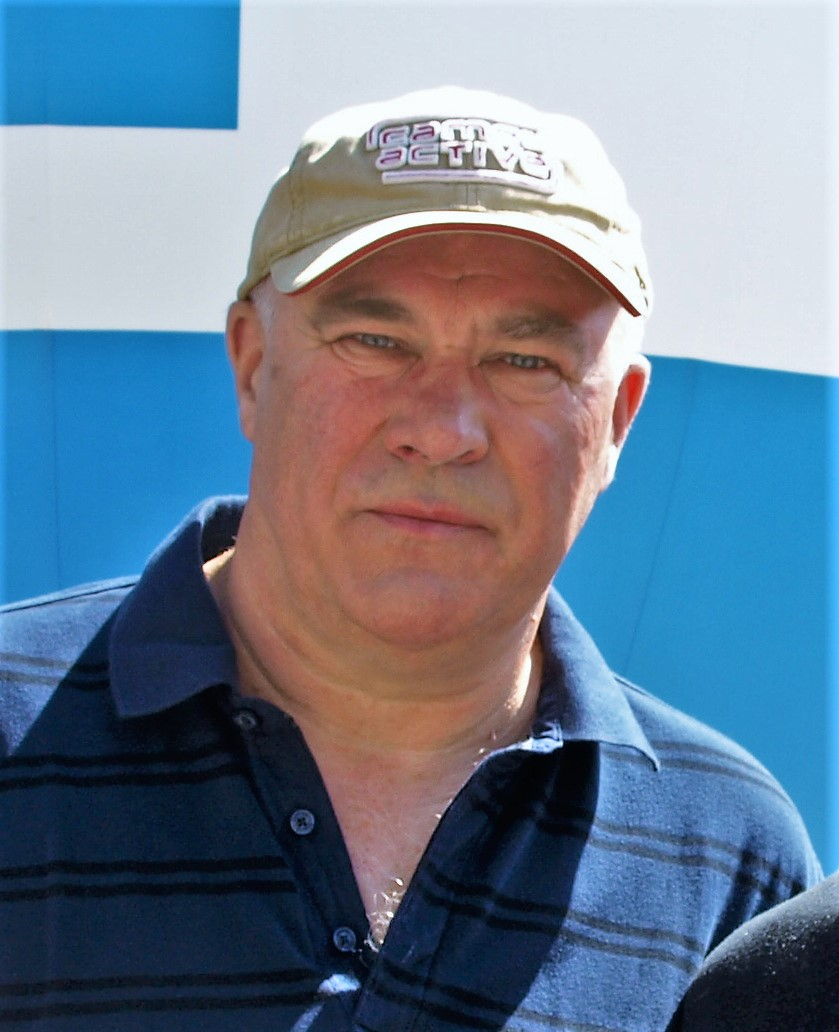
Ryszard Rynkowski 2011

Ryszard Rynkowski (* 9. Oktober 1951 in Elbląg) ist ein polnischer Sänger, Komponist, Pianist und Schauspieler. Von 1978 bis 1987 war er Sänger der polnischen Band Vox, seit 1987 ist er Solokünstler. Sein Markenzeichen ist die kratzige, rauchige Stimme. Joe Cocker selbst nannte ihn deshalb auch den „polnischen Joe Cocker“.
Er wurde mit dem „Ritterkreuz des Ordens von Polonia Restituta“ (Krzyżem Kawalerskim Orderu Odrodzenia Polski) und dem „Orden des Lächelns“ (Orderem Uśmiechu) ausgezeichnet. Außerdem ist er Ehrenbürger seiner Geburtsstadt Elbląg.

## Lebenslauf

### Frühe Karriere

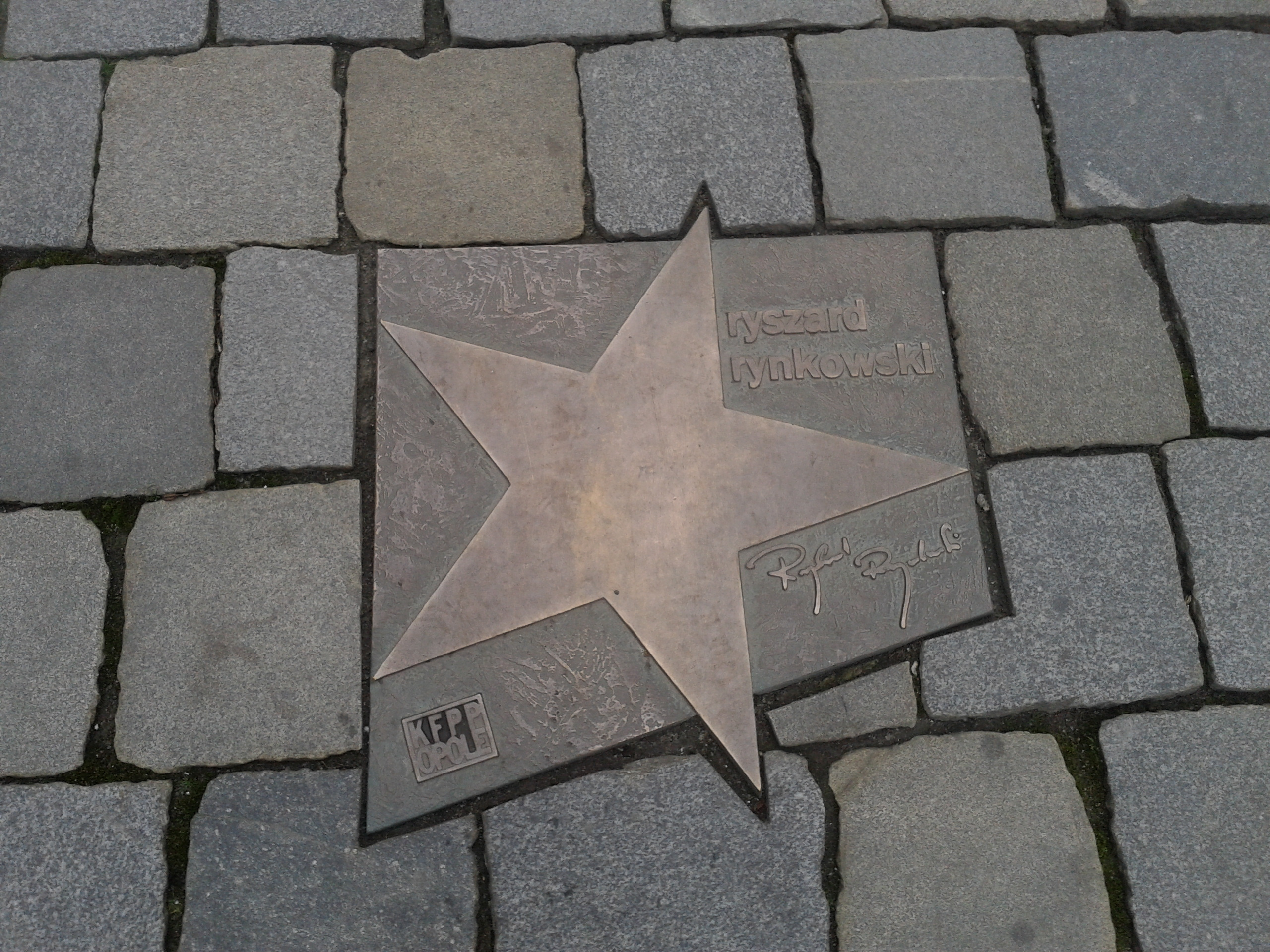
Ryszard Rynkowskis Stern in Opole

Als Kind lernte er Klavier, zuerst bei einem Organisten aus seiner Heimatgemeinde und dann auf einer staatlichen Musikschule. Anschließend spielte er in verschiedenen Amateurbands von Elbląg. Von 1967 bis 1970 studierte er am Gymnasium Juliusz Słowacki in Elbląg, wo er das Kabarett „Tak To Bywa“ leitete. Mit diesem Kabarett belegte er 1968 anlässlich eines Wettbewerbes der Schulen in Nordpolen den 2. Platz. Danach studierte an der Fakultät für Musikpädagogik in Olsztyn.
Sein Musikdebüt gab er 1972 mit der Gruppe El beim 5. Kulturfestival der Studenten in Olsztyn. 1973 zog er nach Warschau und begann an der Warschauer Operette und dem Theater Targówek (später umbenannt in Rampa Theater) zu arbeiten.
Von 1977 bis 1978 war er Pianist der Gramine Blues Group, einem polnischen Vokal/Instrumentalensemble. Gleichzeitig schrieb er die Musik zu dem Stück Rapsod Polski, das in Pruszków bei Warschau von einer Theatergruppe unter der Leitung von Bolesław Jastrzębski in Begleitung einer VIP-Band aufgeführt wurde. Anschließend war er Mitglied der Band Victoria Singers, die 1979 ihren Namen in Vox änderte. Für diese Band schrieb er zahlreiche Songs dieser Band, darunter:
- Masz w oczach dwa nieba (3. Preis für KFPP Opole '79) (KFPP = Nationales Festival des polnischen Liedes in Opole),
- Bananowy Song  (ausgezeichnet mit der Bronzenen Lyra beim Bratislava Festival 1980),
- Szczęśliwej drogi, już czas.

### Solokarriere

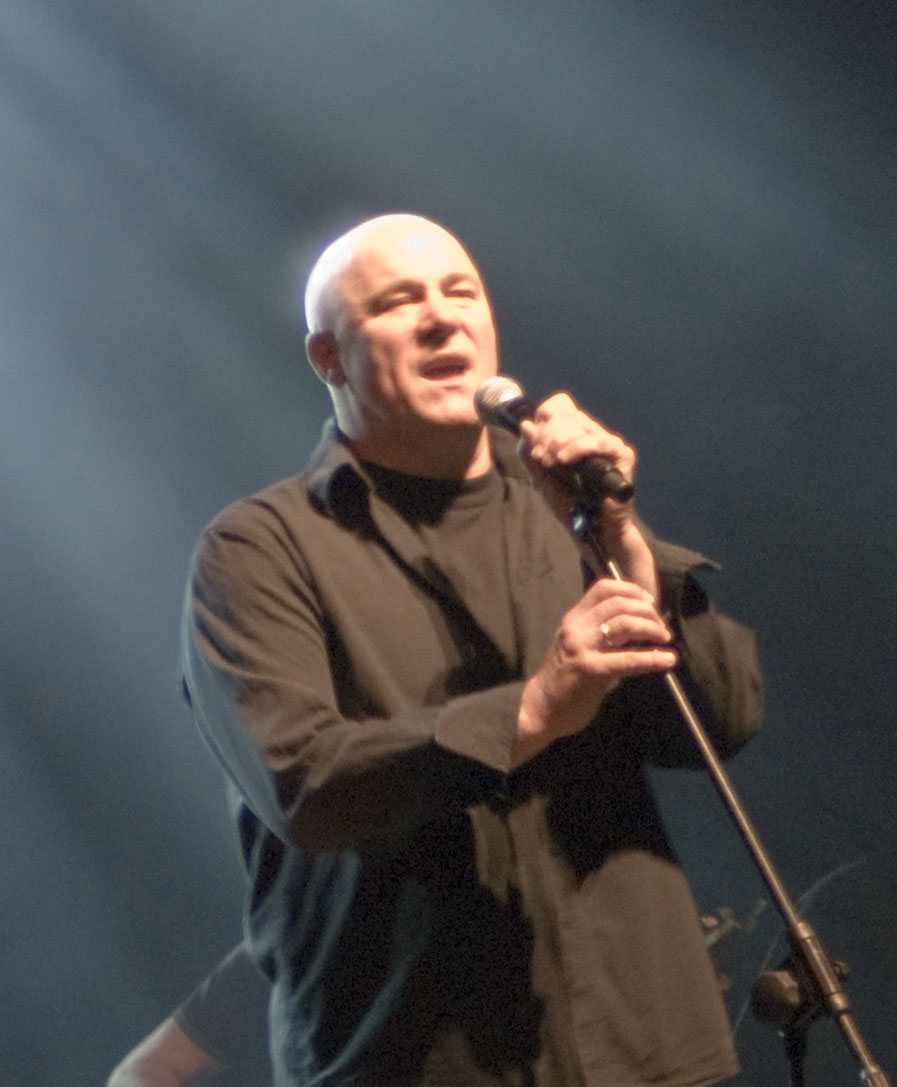
Ryszard Rynkowski – Konzert in Poznań 2008

Nachdem er sich 1987 von der Gruppe Vox getrennt hatte, begann er eine Solokarriere. Es gelang ihm 1979, 1989, 1990 und 1994 jeweils als Preisträger des Nationalen Festivals für polnische Lieder in Opole hervor zu gehen.
1993 trat er in der Titelrolle des „Pan Twardowski“ im gleichnamigen Musical auf. 2001 wurde er von Phonographischen Akademie Polens zum Sänger des Jahres gewählt und erhielt als Auszeichnung den jährlich vergebenen „Fryderyk“ Preis.
Am 10. Dezember 2001 gaben Rynkowski und Joe Cocker ein gemeinsames Wohltätigkeitskonzert in Warschau, welches mit einem Duett der beiden (High Time We Went) gipfelte. Rynkowski feierte auf diese Weise seinen, im September des Jahres begangenen, 50. Geburtstag. Zu einem weiteren gemeinsamen Konzert kam es am 5. Juli 2002 in Stettin im Pogoń-Stadion. Diese Zusammenarbeit führte dazu, dass das im Folgejahr 2003 erschienene Album Ten typ tak ma mit Unterstützung einiger Musiker aus Joe Cockers Band, wie Deric Dyer, Nick Milo und Jack Bruno, und dem Bassisten Dale Davis (Tina Turner, Amy Winehouse) aufgenommen wurde.
2011 nahm er an der Aufnahme des Songs Mazurski cud teil, erstellt im Rahmen der Kampagne „Mazury Cud Natury“ (Das Wunder der Natur in Masuren) zur Förderung der Region Masuren.
Im Dezember 2011 trat er in dem Multimedia-Spektakel 16.12.1981 unter der Regie von Łukasz Kobiela auf, das am 30. Jahrestag der "Befriedung" der Wujek-Mine in Katowice stattfand. Diese „Befriedung“ war die blutige Niederschlagung eines Streiks der Minenarbeiter in Katowice.
2019 nahm Ryszard Rynkowski als Juror an der polnischen TV-Sendung „Szanza na sukces“ (Eine Chance auf Erfolg), einen polnischen Pendant zum deutschen DSDS, teil.

## Privatleben
Seine erste Frau Hanna starb 1996 an Brustkrebs. Aus dieser Ehe stammt eine Tochter, Marta (geb. 1978). 2006 heiratete er erneut, nachdem die neue Beziehung lange Zeit ein Geheimnis blieb. Seine zweite Frau, Edyta, 22 Jahre jünger, lernte er bei einem „Meet and Greet“ nach einem seiner Konzerte kennen. Im Oktober 2008 wurde sein zweites Kind, Sohn Ryszard Junior, geboren. Am 3. April 2009 wurde der erste Enkel des Sängers geboren, Jan und 2010 sein zweiter Enkel, Ignacy.
Im Jahr 2002 gewährten ihm die Stadträte von Elbląg die Ehrenbürgerschaft der Stadt Elbląg.
2005 unterstützte er den Wahlkampf der PiS-Partei und nahm an der Konzertreihe "Spring of Poles" teil.
In der Nacht vom 15. auf den 16. November 2016 drohte er seiner Familie mit Selbstmord. Grund waren Eheprobleme und ein daraus resultierender Nervenzusammenbruch. Nach ein paar Minuten Gespräch mit der angerückten Polizei beruhigte sich der Sänger jedoch und übergab die Waffe den Beamten. Die Pistole in seiner Hand war mit scharfer Munition geladen.
Aufgrund der COVID-19-Pandemie wurde Rynkowski, wie viele seiner Musikerkollegen, prinzipiell arbeitslos, was ihn wiederum in eine tiefe seelische Krise stürzte. Erschwerend kam hinzu, dass der Sänger schon seit geraumer Zeit immer mehr Probleme mit der Beweglichkeit in der Hüfte bekam, was ihm klar machte, dass er größere Konzerte oder auch Tourneen nicht mehr werde durchführen können. 2011 konnte seine Frau Edyta ihn schließlich dazu bewegen, den Rest seiner Ersparnisse in ein Rehabilitationszentrum an seinem Wohnort Brodnica zu investieren, in dem Menschen mit Glieder- und Wirbelsäulenverletzungen geholfen wird, um somit ihm und seiner Familie, auch für die Zukunft, ein gesichertes Einkommen zu garantieren.

## Diskografie

### Studioalben
| Jahr | Titel Musiklabel                                        | Höchstplatzierung, Gesamtwochen, AuszeichnungChartsChartplatzierungen (Jahr, Titel, Musiklabel, Platzierungen, Wochen, Auszeichnungen, Anmerkungen) | Anmerkungen                             |
| Jahr | Titel Musiklabel                                        | PL | Anmerkungen                             |
| ---- | ------------------------------------------------------- | --- | --------------------------------------- |
| 1991 | Szczęśliwej drogi już czas Polskie Nagrania Muza        | — |                                         |
| 1991 | Una Luz en la Oscuridad Vede Records                    | — |                                         |
| 1995 | Jedzie pociąg z daleka Agencja Artystyczna MTJ          | — |                                         |
| 1995 | Kolędy. Dziś nadzieja rodzi się Agencja Artystyczna MTJ | — |                                         |
| 1998 | Jawa Pomaton EMI                                        | PL— GoldPL |                                         |
| 2000 | Dary losu Pomaton EMI                                   | PL3 ×2Doppelplatin · (65 Wo.)PL |                                         |
| 2002 | Kolędy Pomaton EMI                                      | PL28 (2 Wo.)PL |                                         |
| 2003 | Ten typ tak ma Pomaton EMI                              | PL3 (11 Wo.)PL |                                         |
| 2009 | Zachwyt Pomaton EMI                                     | PL4 Gold · (16 Wo.)PL | Erstveröffentlichung: 13. März 2009     |
| 2011 | Ryszard Rynkowski EMI Music Poland                      | PL42 Gold · (1 Wo.)PL |                                         |
| 2012 | Razem EMI Music Poland                                  | PL— GoldPL | Erstveröffentlichung: 11. Dezember 2012 |

grau schraffiert: keine Chartdaten aus diesem Jahr verfügbar

### Livealben
| Jahr | Titel Musiklabel                  | Höchstplatzierung, Gesamtwochen, AuszeichnungChartsChartplatzierungen (Jahr, Titel, Musiklabel, Platzierungen, Wochen, Auszeichnungen, Anmerkungen) | Anmerkungen |
| Jahr | Titel Musiklabel                  | PL | Anmerkungen |
| ---- | --------------------------------- | --- | ----------- |
| 2001 | Intymnie (Live-Album) Pomaton EMI | PL3 Platin · (37 Wo.)PL |             |

### Kompilationen
| Jahr | Titel Musiklabel                           | Höchstplatzierung, Gesamtwochen, AuszeichnungChartsChartplatzierungen (Jahr, Titel, Musiklabel, Platzierungen, Wochen, Auszeichnungen, Anmerkungen) | Anmerkungen         |
| Jahr | Titel Musiklabel                           | PL | Anmerkungen         |
| ---- | ------------------------------------------ | --- | ------------------- |
| 1998 | Złota kolekcja – Inny nie będę Pomaton EMI | PL33 ×2Doppelplatin · (27 Wo.)PL | Charteinstieg: 2000 |
| 2005 | Złota kolekcja – Śpiewająco Pomaton EMI    | — |                     |

grau schraffiert: keine Chartdaten aus diesem Jahr verfügbar

### Singles (Auswahl)
- 2001: Dziewczyny lubią brąz

## Musical
- Pan Twardowski – Musical, P 1993 Polonia Records, Polonia CD 014.

## Filmografie
| Jahr | Titel | Rolle                       |
| ---- | --- | --------------------------- |
| 2000 | Zaduszki narodowe 2000. Sybir, ostatnie pożegnanie (Nationaler Allerseelen-Tag 2000. Sibirien, der letzte Abschied) |                             |
| 1991 | V.I.P. | "Fuks", Mr. Jerzys Schläger |
| 1990 | Zabić na końcu (Töte am Ende)                                                                                       | Sänger                      |
| 1988 | Alchemik (Alchemist)                                                                                                | Troubadour                  |
| 1988 | Alchemik Sendivius (Alchemist Sendivius) (Miniserie)                                                                | Troubadour                  |

## Verliehene Orden
- 2002: Orden des Lächelns (Order Uśmiechu)[22]
- 2010: Ritterkreuz des Ordens von Polonia Restituta (Orden Polonia Restituta)[23]
- 2015: Silbermedaille „Verdienst um die Kultur Gloria Artis“ (Srebrny Medal „Zasłużony Kulturze Gloria Artis“)[24]